# Akiyama Shōtarō
Akiyama Shōtarō (japanisch 秋山 庄太郎; geboren 8. Juni 1920 in Tokio; gestorben 16. Januar 2003 ebenda) war ein japanischer Fotograf.

## Leben und Wirken

### Frühe Jahre
Akiyama Shōtarō wurde als Sohn des Obst- und Gemüsehändlers Ishizuka Tomizō (石塚 富三) geboren, wurde aber kurz danach von Tomizōs älterer Schwester Akiyama Masa (秋山 まさ) adoptiert. Diese seine Mutter war Ikebana-Künstlerin, und so waren ihm Blumen seit seiner Kindheit vertraut. Als er 13 wurde, bekam er einen Fotoapparat und begann damit zu fotografieren. Es heißt, dass er, als er in der Junior High School war, Fotos von Mädchen in seiner Umgebung machte. 1938 trat er in die „Daiichi Waseda High School“ (第一早稲田高等学院) ein und schloss sich dem Fotografierklub an. Als Schüler veröffentlichte er 1943 auf eigenen Kosten einen Fotoband „Kage“ (翳) – „Schatten“, der Fotos von Frauen, Kinder und Blumen zeigte. Dabei lehnte sich der Titel an Tanizakis „Lob des Schattens“ an. Es war eine Sammlung von Fotografien, die bereits alle seine späteren Besonderheiten als Fotograf zeigte: Er hatte Landschaften mit Blumen und Pflanzen, Maler, Kinder und Katzen fotografiert, am häufigsten weiche Frauenporträts: von Mädchen, jungen Frauen bis hin zu Geishas, ausländische Frauen, Frauen mit nackter Haut.
Nach seinem Abschluss an der Fakultät für Handel der Waseda-Universität im Jahr 1943 während des Zweiten Weltkriegs wurde Akiyama eingezogen und erlebte das Kriegsende auf dem chinesischen Festland. 1946 eröffnete er das „Akiyama Photo Studio“ in Higashi-Ginza, Tokio, musste es aber nach etwa einem Jahr schließen. Mit Unterstützung des Fotografen-Freundes, Hayashi Tadahiko (1918–1990) bekam er eine Stelle in der Fotoabteilung des Film-Unternehmens „Kindai eiga sha“ (近代映画社). Als begeisterter Fan der Schauspielerin Hara Setsuko hatte er die Idee, ihr Kameramann zu werden und dann für die beste Ausleuchtung zu sorgen. Das war schließlich ein Anlass, sich hauptsächlich mit Frauenfotografien zu befassen.

### Mittlere Periode
Etwa zur gleichen Zeit schloss er sich der Fotografengruppe „Ginryūsha“ (銀龍社) an. Die Gruppe ging auf Hayashi zurück, aber außerdem lernte er dort die Fotografen Ueda Shōji (植田 正治; 1913–2000) und Midorigawa Yoichi (緑川 洋一; 1915–2001) kennen. Die „Ginryūsha“ wurde 1953 zur Abteilung für Fotografie der Künstlervereinigung Nikakai. 1951 verließ er „Kindai eiga sha“, um freiberuflicher Fotograf zu werden, und veröffentlichte ein Fotobuch „Bibō to rafu“ (美貌と裸婦) – „Schönes Aussehen und Frauenakt“. 1958 war er Gründungsmitglied der „Japan Advertising Photographers’ Association“ (日本広告写真家協会, Nihon kōkoku shashin-ka kyōkai) und gewann 1961 deren Preis. Beginnend mit dem Titelfoto des Magazins „Weekly Bunshun“ (週刊文春) im Jahr 1959 steuerte bis in die 1970er Jahre viele Titelfotos bei für Zeitschriften wie „Weekly Sankei“ (週刊サンケイ), „Weekly Gendai“ (週刊現代) und „Weekly Post“ (週刊ポスト). Die Bildbände mit den von Akiyama aufgenommenen Frauenbildern standen in langen Reihen nebeneinander in den Buchhandlungen.
Diese Fotografien, oft in Schwarzweiß, können leicht auf den ersten Blick leicht als Akiyamas Fotografien identifiziert werden. Sie weisen ihn als Titelfoto-Akiyama und Frauenfoto-Akiyama aus. Neben dem Schwerpunkt Frauenfotografie weitete er seine Aktivitäten auf Zeitschriftenserien von Porträts von Männern aus:  Schauspieler, Schriftsteller und Maler. Aber selbst wenn er einen Mann fotografierte, kam es ihm dabei – wie bei einer Frau – auf Schönheit an. 1971 wurde er Vorsitzender der Japan Advertising Photographers’ Association.

### Späte Jahre
Andererseits begann Akiyama ab etwa 1965 Blumen zu fotografieren, indem er auf sein Interesse an Ikebana als Junge zurückgriff. Er veröffentlichte 1970  „Hana – onna“ (花・女) – „Blumen – Frauen“ und 1974 „Bara“ (薔薇) – „Rosen“. 1980 gründete er den Verein „Hana no Kai“ (花の会) und wurde selbst Vorsitzender. Er fotografierte bis ins hohe Alter Blumen und veröffentlichte viele Fotobücher. 1982 wurde er Direktor des „Japanese Photography College“ (日本写真専門学院, Nihon shashin semmon gakuin).
Akiyama wurde mit der staatlichen Ehrenmedaille und mit dem Orden der aufgehenden Sonne ausgezeichnet.